# 吉峰農機
吉峰農機連鎖股份有限公司，簡稱吉峰農機連鎖股份、吉峰農機連鎖，以及吉峰農機（英語：Gifore Agricultural Machinery Chain Co.,Ltd.，深交所：300022），於1994年由王新明（董事長）於總部位於四川省成都市郫县成都现代工业港北部园区港通北二路219号創立，前身為「四川省吉峰农业工程有限责任公司」，以及「四川吉峰农机连锁有限公司」。
業務在國內經營传统农机、载货汽车、工程机械、通用机电产品等现代农业装备的销售及售前售后服务，同时开展泵站及节水灌溉工程勘测设计、设备供应、安装施工等业务。
招股價為17.75元人民幣，發行新股為2240萬股，而集資額為3.98億元人民幣，而股份則在2009年10月30日於深交所創業板上市。

## 連結
- Gifore.com